# Бирючий Острів
46°07′36″ пн. ш. 35°06′12″ сх. д. / 46.12667° пн. ш. 35.10333° сх. д.
Бирю́чий О́стрів — коса (півострів, колишній острів) в українській частині Азовського моря, входить до складу Азово-Сиваського національного природного парку.

## Географія

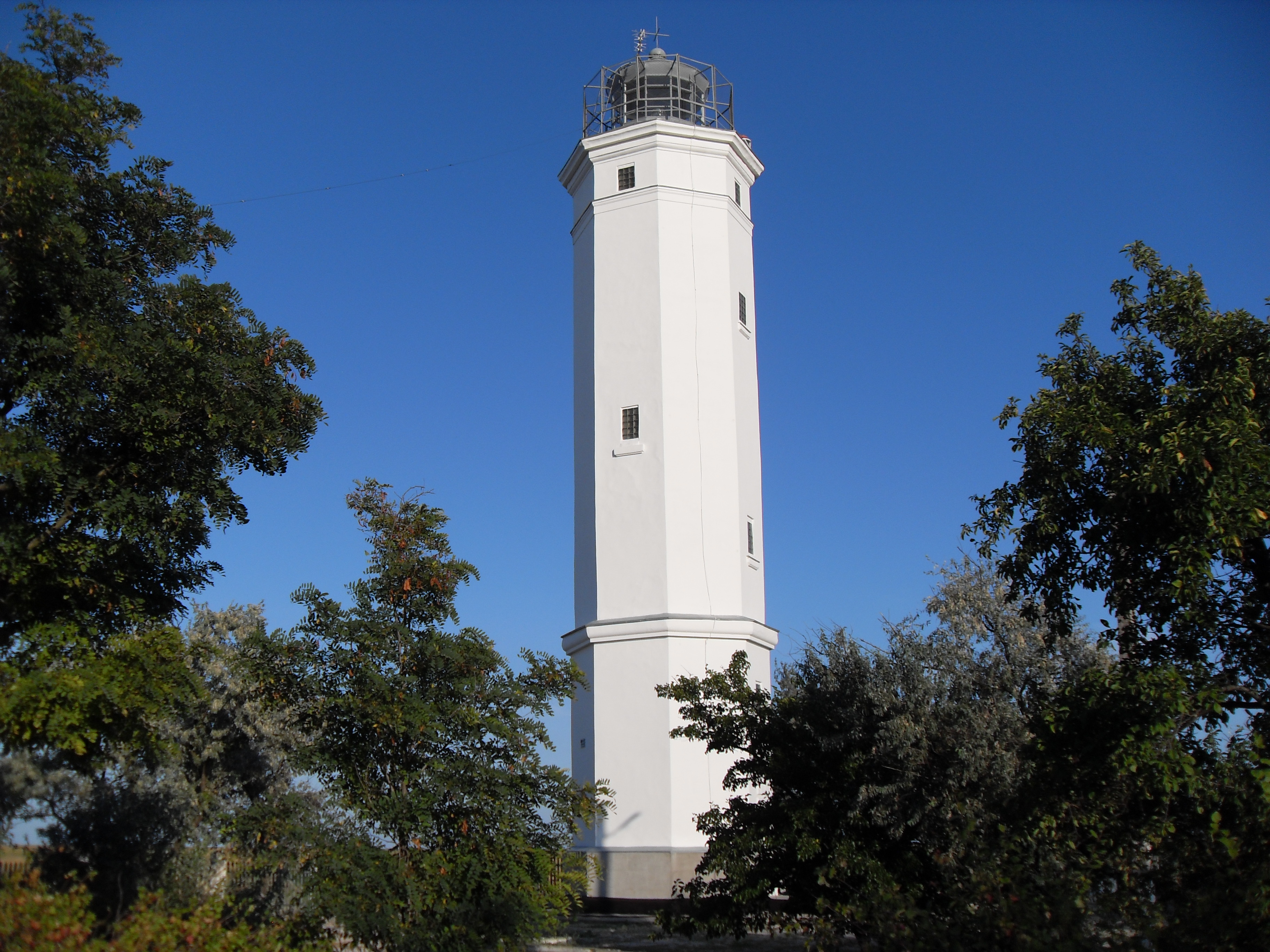
Бирючий маяк

Бирючий Острів розташований у північно-західній частині Азовського моря, розширеній частині Федотової коси. Разом з вузькою північною частиною Федотової коси Бирючий Острів утворює Утлюцький лиман, захищаючи його зі сходу. До 1929 року Бирючий Острів був відділений від Федотової коси вузькою протокою.
У найвужчому місці коса сягає декількох десятків метрів, але поступово розширюється до 5 км. Перешийок, яким Бирючий Острів з'єднаний з Федотовою косою, у деякі роки повністю ховається під водою під час осінніх та весняних штормів.
Уздовж узбережжя Бирючого острова є численні озера. На північно-західному та західному берегах коси розташовано кілька мілководних бухт, заток і лиманів. Уздовж західного та північно-західного берега коси лежить велика обмілина з глибинами менше 5 м.
Адміністративно належить до Генічеського району Херсонської області.
Довжина — 24 км. Ширина — бл. 5 км. Площа — 7232 га.

## Історія

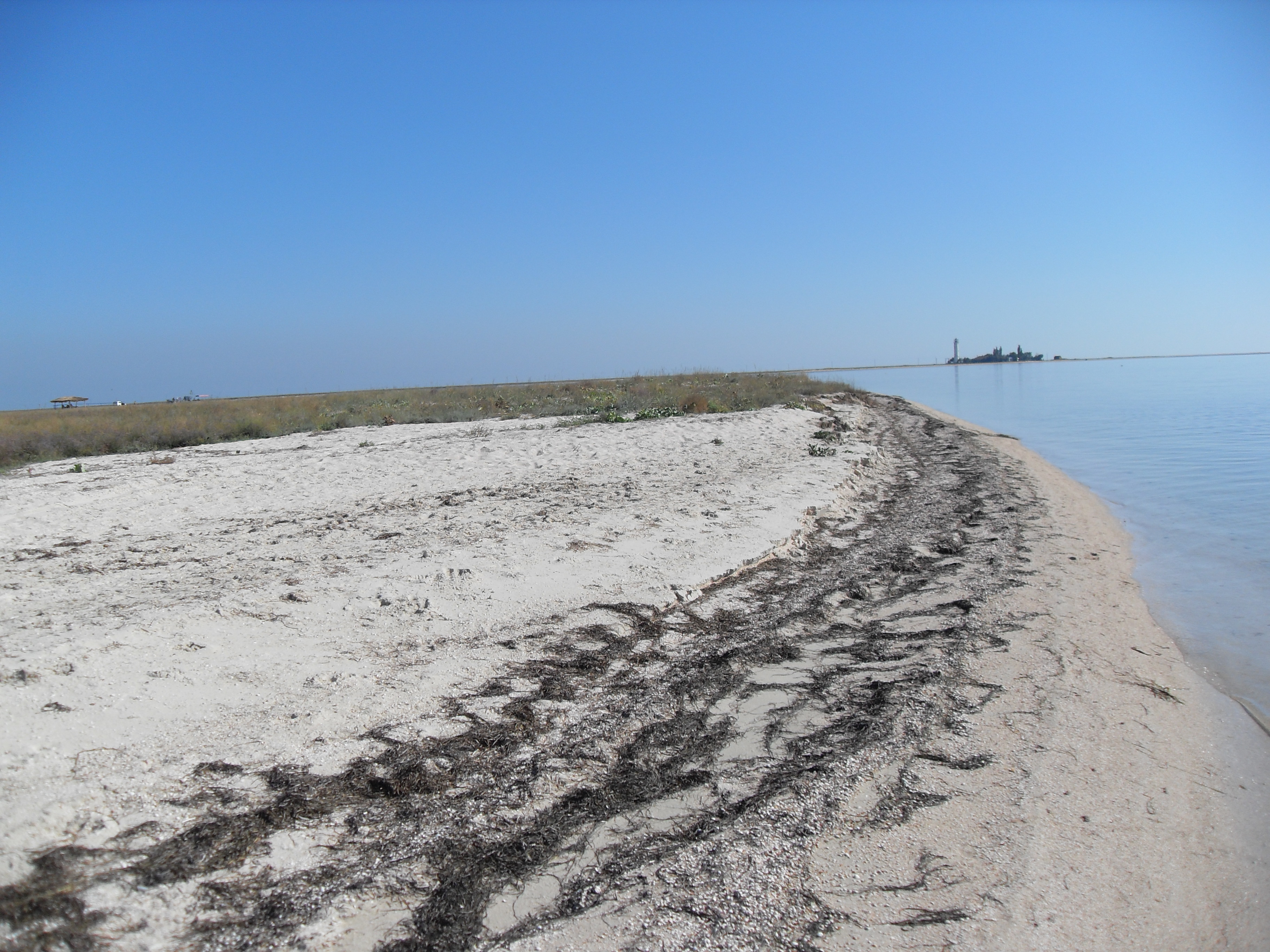
Бирючанський курган

Бирючий Острів був відомий людям віддавна, на ньому жили скіфи, про що нині нагадують кілька курганів.
У 1927 році на Бирючому острові був створений державний заповідник, який нині входить до складу Азово-Сиваського національного природного парка. З XIX століття на Бирючому острові розвивалась рибна промисловість, працювали 2 рибозаводи. У 1970-ті роки на Бирючому було рибальське селище зі своєю школою та крамницею. Під час повені селище було затоплене, і його було вирішено не відновлювати.

### Маяк Бирючий
На західному кінці коси розташований маяк, один з чотирьох на Бирючій косі, який був споруджений у 1878 році. Тоді його висота складала 24,7 метра. Світлооптичний апарат забезпечував видимість на морі до 8,3 милі. Поряд із маяком знаходився одноповерховий мурований будинок для доглядача та трьох службовців, також були й інші господарські споруди.
Під час Другої світової війни німці підірвали маяк. У 1957 році була споруджена нова восьмигранна вежа маяка висотою у 30 метрів.
Нині маяк світить на відстань до 15 миль (до 28 км).

### Президентська резиденція
У часи правління Микити Хрущова на Бирючому побудували дачу, на яку він приїхав усього один раз. Це був комплекс із будівлями для обслуги, окремою їдальнею та льодовиком для зберігання продуктів. Згодом частина споруди згоріла.
Поруч із хрущовською дачею розташована президентська резиденція, побудована за часів Павла Лазаренка. Після будівництва резиденції Бирючий Острів був закритий для туристів.
17 вересня 2003 року в президетській резиденції на Бирючому відбулася зустріч президентів України та Росії Леоніда Кучми та Володимира Путіна, на якій вони, зокрема, обговорили питання морського кордону в акваторії Азовського моря та Керченської протоки. А вже через 12 днів росіяни почали будівництво дамби від берегів Таманського півострова до українського острова Коса Тузла.
У 2015 році Бирючий Острів відкрили для туристів.

## Природа

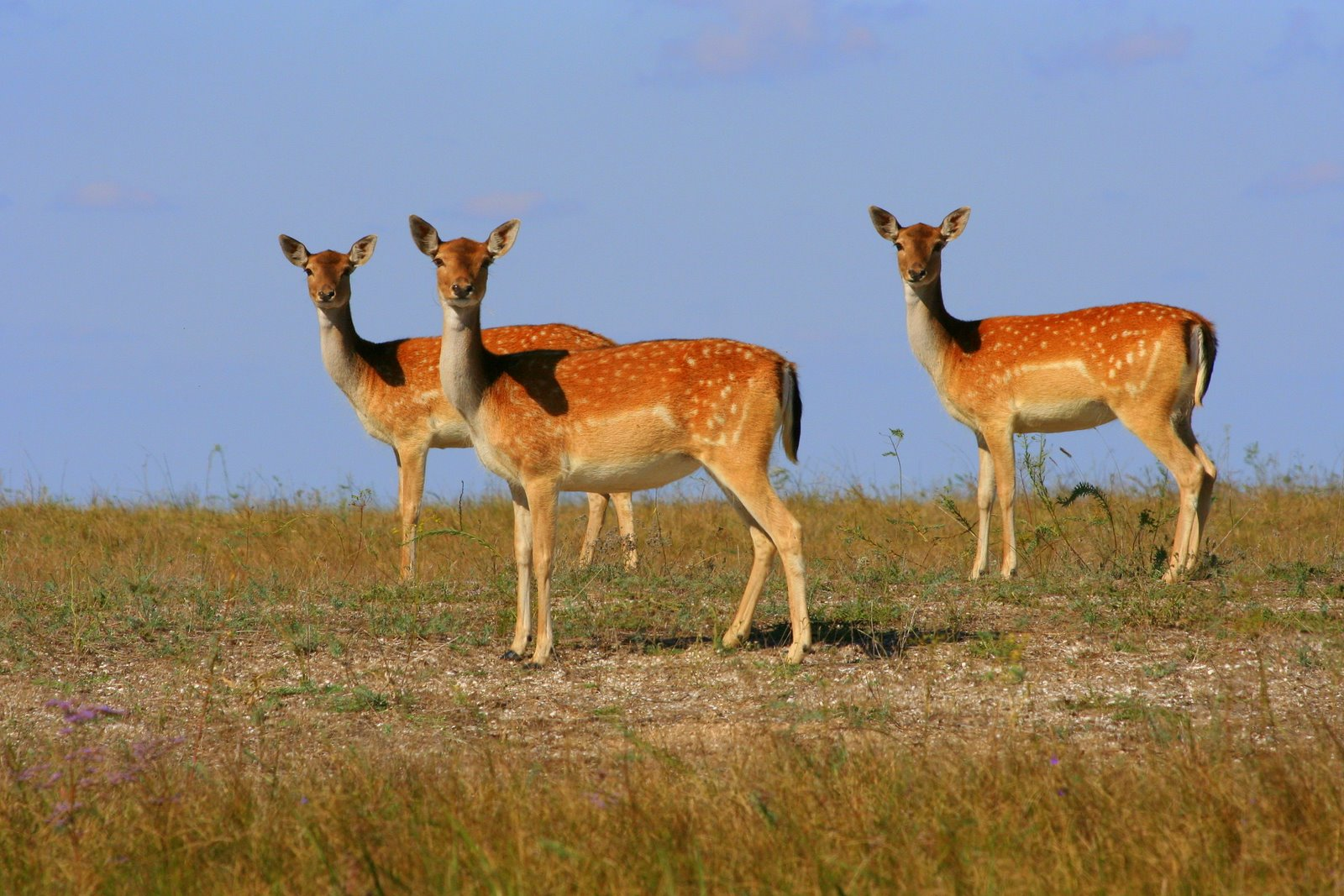
Лані на Бирючому острові

Бирючий Острів за своєю будовою намивний, утворений із піску та черепашнику (піщана морська рівнина, на якій трапляються вали з черепашки).
Ландшафти лучні, прибережно-водні та піщано-степові, в яких переважають очеретяні, ситникові, куничникові, пирійні, колхідсько-осокові та покісницево-кермекові угруповання (флора півострова нараховує близько 700 видів судинних рослин).
На площі 232 га у 70-80 рр ХХ століття були створені захисні лісонасадження з вузьколистого лоху, в'язу гладкого, робінії звичайної, ясену звичайного, шовковиці, тополі та гледиції.
Фавна Бирючого острова також є різноманітною. Тут мешкають близько тисячі акліматизованих благородних оленів, близько 2500 ланей, 120 куланів та декілька десятків свійських коней та муфлонів, з птахів акліматизовано фазанів. Також є лиси, єнотоподібні собаки, дикі качки, дрохви, хохітва, лебеді, білі чаплі.
48 тварин Бирючого острова занесені у Червону книгу України.